# Mussaurus
Mussaurus (som betyder "musödla") är ett släkte av växtätande sauropodomorpher dinosaurie som levde i området som idag är södra Argentina under yngre trias för 221 till 210 miljoner år sedan. Det får sitt namn från den lilla storleken på skelett av unga och spädbarn individer, som en gång var den enda kända exemplar av släktet.
Släktets medlemmar blev uppskattningsvis 3 meter långa och de var antagligen växtätare.